# Viêm tiền liệt tuyến
Viêm tiền liệt tuyến hay viêm tuyến tiền liệt (Prostatitis) là một dạng viêm nhiễm tại bộ phận tuyến tiền liệt và thường biểu hiện dưới hai dạng cấp tính và mạn tính với một số triệu chứng tiêu biểu như đi tiểu nhiều lần, tiểu gấp, tiểu đau, kèm theo sốt, còn viêm tuyến tiền liệt mạn tính biểu hiện chủ yếu là cảm giác khó chịu vùng bụng dưới, tinh hoàn, đau vùng dưới thắt lưng, tiểu nhiều lần.

## Đại cương
Tuyến tiền liệt là một tuyến đặc biệt chỉ có ở nam giới, kích thước và hình dạng như hạt của quả hồ đào nằm phía dưới bàng quang bao quanh đoạn đầu của niệu đạo. Khi mới sinh, kích thước tuyến tiền liệt của một bé trai chỉ bằng hạt đỗ. Tuyến này lớn dần theo thời gian và phát triển tăng vọt vào tuổi dậy thì. Cho đến 20 tuổi tuyến tiền liệt đạt đến kích thước của người lớn. Chức năng chính của tuyến tiền liệt là sản xuất tinh dịch, giúp cho việc nuôi dưỡng, vận chuyển tinh trùng đồng thời có chức năng giúp kiểm soát nước tiểu và sản xuất một số chất có trong tinh dịch.
Viêm tiền liệt tuyến là bệnh rất xảy ra ở độ tuổi trung niên, thường có hoạt động tình dục và được chia làm ba loại: viêm cấp tính do vi khuẩn, viêm mãn tính do vi khuẩn và viêm không do vi khuẩn. Bệnh này không nguy hiểm nhưng gây nhiều phiền toái và biến chứng nếu không điều trị đúng. Nhiều bệnh nhân viêm tuyến tiền liệt đi chữa bệnh nhưng không khỏi, bệnh kéo dài dai dẳng, có người điều trị năm bảy ngày thấy bớt triệu chứng đã bỏ điều trị, không tái khám nên tái phát và biến chứng nặng.

## Triệu chứng
Khi bị viêm tuyến tiền liệt, người bệnh thường có các triệu chứng kích thích là tiểu đêm hay đái đêm, tiểu nhiều lần, tiểu lắt nhắt (luôn buồn tiểu), tiểu rớt giọt hay đái dắt và có các triệu chứng bế tắc là tiểu khó, tiểu phải rặn, tiểu buốt, rát, tiểu chậm - đi tiểu nhưng không tiểu được ngay, nặng nhất là bí tiểu (thường gặp khi viêm cấp tính). Ngoài ra, bệnh nhân có triệu chứng đau vùng trên xương mu, bẹn bìu, tiểu khung đau cả vùng chậu nhỏ, và tầng sinh môn, vùng dưới thắt lưng. Có khi kèm rối loạn chức năng khi giao hợp như đau buốt khi xuất tinh hoặc rối loạn về sự co cứng dương vật.
Viêm tiền liệt tuyến thường gặp ở tuổi thành niên và cũng gồm có cac dạng viêm tuyến tiền liệt cấp và mạn tính. Viêm tuyến tiền liệt cấp có triệu chứng:
- Tiểu nhiều lần, tiểu gấp, tiểu đau, kèm theo sốt, thuộc chứng Nhiệt lâm.
- Viêm tuyến tiền liệt mạn biểu hiện chủ yếu là cảm giác khó chịu vùng bụng dưới, vùng hội âm, tinh hoàn, đau vùng dưới thắt lưng, tiểu nhiều lần, niệu đục trắng, thuộc phạm trù chứng tinh trọc, lao lâm.

Có hai loại nhiễm trùng tuyến tiền liệt, ác tính và mãn tính. Nhiễm trùng ác tính xảy ra đột ngột và có một số hoặc tất các triệu chứng sau:
- Sốt và ớn lạnh
- Tiểu và xuất tinh đau rát
- Thường buồn tiểu và tiểu rắc
- Đau ở bụng và lưng dưới
- Tiểu ra máu (thỉnh thoảng)

Các triệu chứng của viêm tuyến tiền liệt mãn tính thường nhẹ hơn nhiễm trùng ác tính và thường không bị sốt và ớn lạnh. Cả hai loại đều có thể xảy ra do nhiễm trùng đường tiết niệu.
Bệnh viêm tuyến tiền liệt rất khó phát hiện vì triệu chứng của nó có những điểm tương tự giống với một số bệnh như bệnh viêm nhiễm bàng quang hoặc niệu đạo. Hiện nay y học chưa có bằng chứng rõ ràng nào khẳng định chứng viêm tuyến tiền liệt có khả năng dẫn tới ung thư tuyến tiền liệt.

## Phân loại
Bệnh viêm tuyến tiền liệt có thể biểu hiện ở nhiều dạng:
- Type I- Viêm nhiễm khuẩn cấp: Triệu chứng thường xuất hiện bất ngờ, bao gồm: sốt và rét, có cảm giác như bị cúm, đau ở tuyến tiền liệt, ở phần dưới thắt lưng hoặc ở vùng sinh dục, đái dắt, đau rát hoặc khó khăn khi đi tiểu, đôi khi trong nước tiểu, trong tinh dịch có máu, đau khi xuất tinh. Viêm tuyến tiền liệt cấp là một bệnh nghiêm trọng, cần phải đi viện điều trị kịp thời.[2]
- Type II- Viêm tuyến tiền liệt nhiễm khuẩn mãn tính: Triệu chứng gần giống như viêm cấp nhưng phát triển chậm hơn và không nguy hiểm bằng viêm cấp. Viêm tuyến tiền liệt mãn chỉ sốt nhẹ, thường hay đi tiểu đêm và kéo theo cả viêm bàng quang tái phát.
- Type III- Viêm tiền liệt tuyết mãn không nhiễm khuẩn: Đây là loại phổ biến nhất. Nói chung các biểu hiện và triệu chứng của dạng này giống với type II, nhưng hầu như không bị sốt. Tuy nhiên sự khác nhau chính là không thấy vi khuẩn khi làm xét nghiệm nước tiểu và trong dịch của tuyến tiền liệt. Có khi có các tế bào mủ trong nước tiểu.
- Type IV- Viêm tuyến tiền liệt không có triệu chứng: không cần xử lý.

Bệnh viêm tuyến tiền liệt rất khó chẩn đoán một phần vì triệu chứng của nó khá giống với một số bệnh khác, ví dụ như bệnh viêm nhiễm bàng quang hoặc niệu đạo.

## Nguyên nhân

### Quan điểm chung
Theo y học hiện đại thì viêm tuyến tiền liệt thường là thứ phát của các chứng viêm niệu đạo, viêm tinh nang, viêm mào tinh hoàn hoặc viêm các vùng lân cận trực tràng. Vi khuẩn gây bệnh thường là các loại tụ cầu khuẩn, liên cầu khuẩn, trực khuẩn đại trường và trực khuẩn loại bạch hầu. Những yếu tố dẫn đến bệnh thường là cơ thể cảm lạnh, rượu chè quá mức, chấn thương vùng hội âm, quan hệ tình dục quá độ v v…
Theo y học cổ truyền thì viêm tuyến tiền liệt cấp là do cảm nhiễm độc tà, thấp nhiệt hạ chú gây kinh lạc tắc, khí huyết ứ trệ, bàng quang khí hóa rối loạn. Viêm tuyến tiền liệt mạn là do phòng dục quá độ làn tổn thương tinh khí gây nên thận khí suy yếu, thấp nhiệt tà xâm lấn, hoặc do ngày thường rượu chè quá mức làm cho Tỳ Vị bị tổn thương, thấp nhiệt sinh ra ở bên trong, dồn xuống dưới khiến cho kinh lạc bị trở, khí huyết ứ trệ gây nên.

### Lâm sàng
Nguyên nhân gây viêm tuyến tiền liệt cấp tính là do nhiễm trùng từ niệu đạo, nhiễm trùng đường tiểu hoặc nhiễm trùng qua quan hệ tình dục, có khi bị nhiễm trùng qua đường máu (ít gặp)... Nếu bị viêm cấp tính mà không điều trị triệt để sẽ dẫn tới áp xe tuyến tiền liệt. Còn nếu không điều trị đúng cách, dễ bị nhiều biến chứng như nhiễm trùng máu, viêm nội mạc cơ tim, bí tiểu cấp tính, viêm mào tinh hoàn....
Trường hợp viêm tuyến tiền liệt mãn tính do vi khuẩn, nguyên nhân chủ yếu do nhiễm khuẩn từ dưới lên, kèm theo các bệnh hoa liễu sau các cuộc giao hợp. Chủng loại vi khuẩn gây viêm tuyến tiền liệt mãn tính thường là E.coli, ngoài ra còn các loại vi khuẩn khác có thể gây bệnh nhưng ít hoặc hiếm gặp hơn như clamydia, gonocoque, vi khuẩn lậu... Đặc điểm của viêm tuyến tiền liệt mãn tính do vi khuẩn là viêm kéo dài kèm theo các cơn đau từng đợt cách quãng.
Biến chứng của viêm tuyến tiền liệt mãn tính tùy thuộc vị trí tổn thương viêm: nếu ổ viêm ở chỏm tuyến tiền liệt sẽ phát triển thành những tổ chức xơ, gây ra tiểu khó vì xơ cứng cổ bàng quang, nếu viêm ở vùng đáy sẽ gây ra những đợt viêm kịch phát, nguồn gốc của những đợt đau và chảy mủ không liên tục. Đôi khi bệnh nhân còn bị hoại tử, bị vôi hóa tuyến tiền liệt ở chỗ bị viêm nhiễm, xuất tinh ra máu.
Trong trường hơp viêm tuyến tiền liệt không có liên quan đến một dạng viêm nhiễm nào, chứng bệnh có thể trở nên mãn tính và được gọi là viêm tuyến tiền liệt mãn tính hay gây nên hội chứng đau khung xương chậu mãn tính.

### Nhóm nguy cơ cao
Viêm tiền liệt tuyến là bệnh rất xảy ra ở nam giới trong độ tuổi trung niên (thường có hoạt động tình dục) bệnh thường gặp ở những người:
- Đàn ông có tuổi, đặc biệt từ 60 tuổi trở lên, có thể phát triển cả ở người dưới 40
- Viêm hoặc nhiễm khuẩn tiền liệt tuyến bị sưng chèn ép ống niệu đạo
- Những người mới bị viêm bàng quang hoặc đường tiết niệu
- Phải đặt ống xông
- Đang đi tiểu lại đột ngột dừng
- Làm những nghề có chấn động hoặc rung nhiều
- Lắc hoặc đi xe đạp liên tục

Những người có yếu tố nguy cơ cao bị viêm tuyến tiền liệt cũng là người có tuyến tiền liệt to, người hay bị sỏi thận, người hay bị nhiễm trùng đường tiểu và người có những bế tắc đường tiểu dưới như hẹp bao quy đầu.

## Phòng bệnh
Bệnh viêm tuyến tiền liệt cấp: thường lan truyền do các bệnh nhiễm khuẩn niệu đạo, viêm bàng quang, viêm mào tinh hoàn, v.v... cần tích cực điều trị các bệnh nhiễm khuẩn vùng kế cận. Bệnh viêm tiền liệt tuyến mạn tính: thường lao động quá sức hoặc phòng dục quá độ nên cần chú ý điều độ trong sinh hoạt. Cần chú ý: vệ sinh ăn uống, không ăn nhiều chất cay nóng, chất kích thích, hạn chế rượu, thuốc lá. Nên uống nhiều nước, tiểu nhiều có thể giúp chất dịch tiền liệt tuyến bài tiết dễ dàng.
Người cao tuổi ăn chế độ nhiều rau và trái cây, ăn cà chua mỗi ngày. Giảm bớt thời gian đi xe đạp, nên ngồi ghế mềm để giảm bớt lực đè lên tiền liệt tuyến và tránh ngồi quá lâu để cho tuần hoàn vùng hội âm lưu thông dễ dàng. Đối với người bệnh viêm tiền liệt tuyến, cần nên đi lại vận động nhiều.

## Điều trị

### Tự chữa trị

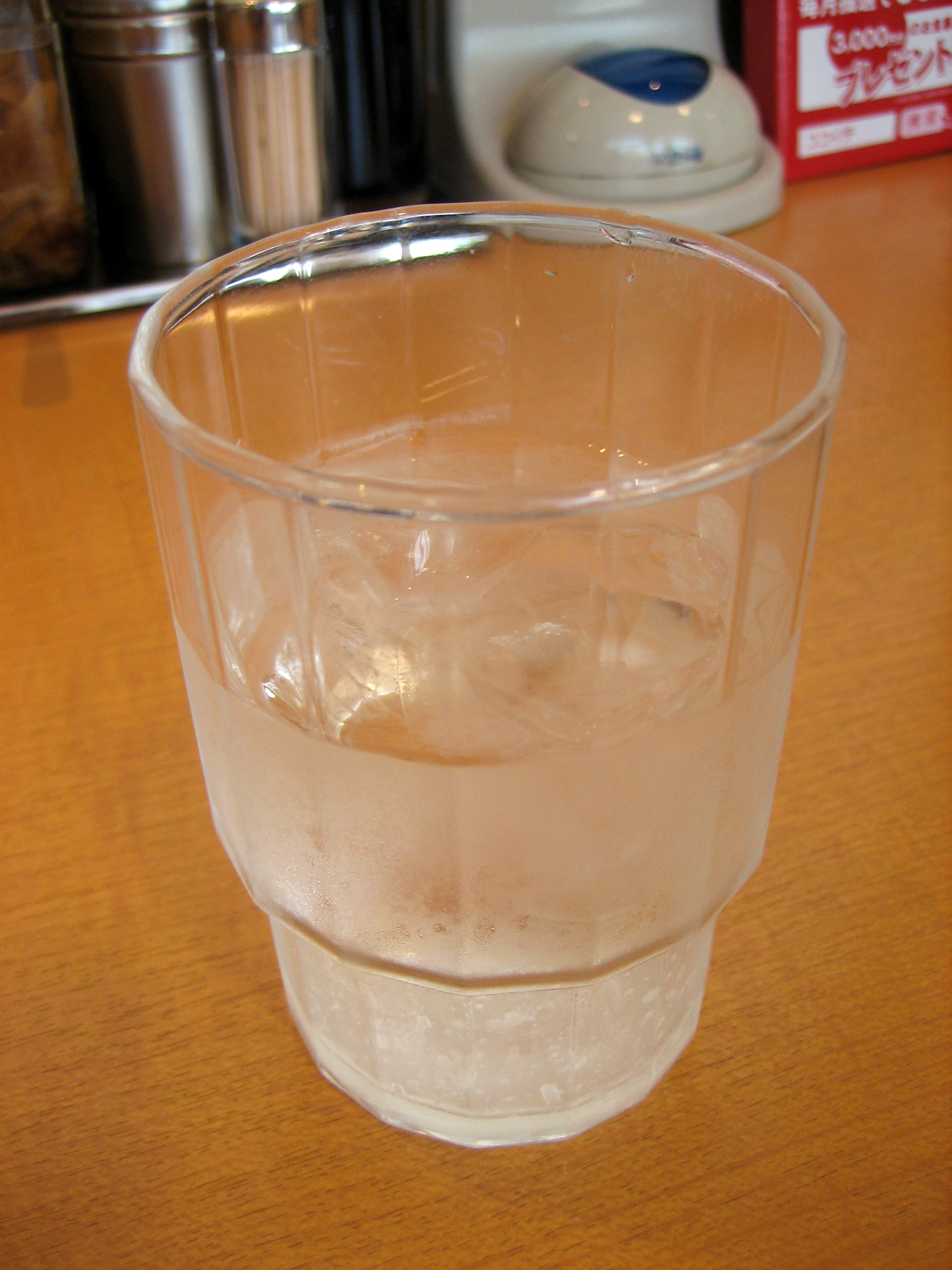
Uống nhiều nước, một liệu pháp tốt để trị viêm tuyến tiền liệt

Viêm nhiễm tuyến tiền liệt thường có thể chữa trị tại nhà bằng thuốc kháng sinh. Nếu viêm nhiễm tái phát, có thể cần phải điều trị bằng thuốc kháng sinh thời gian dài. Đôi khi nam giới có các triệu chứng tiểu đau nhưng không phải do nhiễm trùng, tình trạng này (được gọi là prostatodynia) thường liên quan đến stress hoặc buồn chán.
Ngay từ khi mới phát hiện ra bệnh, cần nhanh chóng điều trị và áp dụng một chế độ sinh hoạt lành mạnh. Nhìn chung cần tránh vận động mạnh, gây sức nén cho tuyến tiền liệt như đạp xe để giảm chấn động lên tuyến tiền liệt, cần uống nhiều nước, hạn chế rượu, cà phê và thức ăn cay nóng, đi tiểu đều. Hiện nay cũng có một số loại thuốc được sử dụng để điều trị triệu chứng viêm tuyến tiền liệt như alpha blockers, finasteride và dutasteride,
Viêm tiền liêt tuyến không nhất thiết phải ngừng sinh hoạt tình dục tuy nhiên khi quan hệ tình dục mà xuất hiện những dấu hiệu như chảy máu, tổn thương cơ quan sinh dục hay quá trình xuất tinh bất thường thì cần đến ngay bác sĩ.
Thực hiện tốt một số khuyến cao sau:
- Uống nước nhiều hơn có thể giúp làm sạch đường tiết liệu. Uống thêm nhiều nước, 8 tới 12 ly mỗi ngày cho tới khi đi tiểu nhiều hơn bình thường. Điều này có thể giúp làm sạch đường tiết niệu.[6]
- Tránh uống rượu và đồ uống có caffein (trà, cà phê). Caffein có thể thường làm buồn tiểu.
- Kiểm soát stress. Căng thẳng rất có liên quan đến các triệu chứng tiểu đau.
- Uống nhiều nước tối đa.
- Bỏ rượu và caffein hoàn toàn trong chế độ ăn uống.
- Tắm nước nóng làm giảm đau và stress.
- Dùng thuốc aspirin hoặc ibuprofen có thể làm giảm các triệu chứng tiểu đau.[5]

### Phác đồ điều trị
Một trong những yếu tố làm bệnh viêm tuyến tiền liệt khó điều trị là "hàng rào" mô của tuyến tiền liệt ít cho kháng sinh thâm nhập. Vì vậy, kháng sinh chỉ vào được tuyến tiền liệt khoảng 10-20% hàm lượng thuốc uống nên phải kéo dài thời gian điều trị thuốc có khi lên đến 12 tuần. Thậm chí một số trường hợp khi điều trị bác sĩ phải đeo găng, đưa tay vào hậu môn bệnh nhân để xoa bóp tuyến tiền liệt cho chảy mủ ra, bơm nitrate bạc vào niệu đạo.
Sau đó kết hợp uống thuốc kháng sinh. Việc điều trị này phiền phức cho cả bác sĩ, bệnh nhân và ít bác sĩ biết điều trị đúng cách vì bác sĩ nội khoa thì không rành việc xoa bóp, còn bác sĩ ngoại khoa thì thường chỉ chú ý đến những bệnh nhân cần phẫu thuật. Nếu điều trị đúng bệnh có thể khỏi trong vòng hai tháng, tuy nhiên nếu những yếu tố nguy cơ vẫn còn thì dễ bị tái phát.
Các thuốc chẹn alpha nếu như người bệnh khó đi tiểu có thể giúp giãn cổ bàng quang và các thớ cơ nơi tiền liệt tuyến tiếp giáp với bàng quang, làm dễ tiểu tiện hơn và nhanh chóng giảm tải cho bàng quang. Một số thuốc giảm đau như aspirin, hoặc ibuprofen (Motrin, Advil...) sẽ làm người bệnh dễ chịu hơn. Lưu ý: uống quá nhiều các loại thuốc này dễ có những tác dụng phụ như đau bụng, chảy máu hoặc loét dạ dày. Các loại thuốc giãn cơ cũng thường được sử dụng vì các cơn co cơ mu luôn đi kèm với bệnh viêm tiền liệt tuyến.

### Biện pháp bổ trợ
Với bệnh nhân bị viêm tuyến tiền liệt cấp tính phải cho nằm nghỉ trên giường, ngồi ngâm trong nước ấm, nếu bí tiểu phải dẫn lưu nước tiểu, uống kháng sinh. Với bệnh nhân bị viêm tuyến tiền liệt mãn tính phải được sử dụng các loại thuốc kháng sinh có thể thấm sâu vào tuyến tiền liệt kéo dài 4-12 tuần.
Ngoài ra, bệnh nhân bị viêm tuyến tiền liệt tuyệt đối bỏ rượu, bia, không ăn thức ăn cay nóng (tiêu, ớt, gừng) và phải uống thật nhiều nước, giữ gìn vệ sinh, quan hệ tình dục lành mạnh. Loại bỏ những yếu tố nguy cơ như còn bao quy đầu thì phải cắt bỏ, điều trị sớm và đúng khi bị nhiễm trùng niệu, có sỏi thận thì phải điều trị đúng phương pháp. Bệnh nhân phải tuân thủ phác đồ điều trị của bác sĩ, không tự ý bỏ điều trị. Các loại vi khuẩn gây viêm tiền liệt tuyến mãn kháng thuốc hơn vì vậy phải điều trị lâu hơn, có khi phải điều trị kháng sinh từ 6 đến 12 tuần.

### Liệu pháp khác
- Vật lý trị liệu: Những bài tập đặc biệt và kỹ thuật thư giãn có thể cải thiện những triệu chứng của bệnh viêm tuyến tiền liệt ở một số người.
- Tập thể dục: Nằm duỗi thẳng và thư giãn cơ mu dưới, đôi khi thêm một chút ấm để làm cho cơ mềm hơn
- Tắm ngồi: Là cách tắm chỉ ngâm nửa dưới của cơ thể vào nước nóng, sẽ làm giảm đau và thư giãn cơ bụng dưới.[2]
- Xoa tiền liệt tuyến: Một số người khi xoa tiền liệt tuyến đã giảm được xung huyết, thông mạch, nhờ đó bệnh có đỡ phần nào.
- Các biện pháp khác: Sử dụng thuốc làm giảm hormone tiền liệt tuyết (Proscar) và liệu pháp sóng có giải tần hẹp cũng đã có một số kết quả nhất định.
- Tự chăm sóc: Uống nhiều nước, hạn chế rượu, cà phê và thức ăn cay nóng, đi tiểu đều, hoạt động tình dục điều độ, đi xe đạp nên dùng loại yên giảm xóc để giảm chấn động lên tuyến tiền liệt, một số bài thuốc dân gian như sắc cây dừa nước với bột kẽm và khoáng quexetin cũng giảm được triệu chứng.[2]